# Milagres (Leiria)
Pour les articles homonymes, voir Milagres.
Milagres est une freguesia portugaise située dans le District de Leiria.
Avec une superficie de 16,02 km2 et une population de 2 961 habitants (2001), la paroisse possède une densité de 184,8 hab/km2.